# Husum
Husum é uma cidade e capital do distrito de Nordfriesland, no estado de Schleswig-Holstein, Alemanha.